# Sebastián Taborda
Pour les articles homonymes, voir Taborda.
Sebastián Taborda est un joueur de football international uruguayen le 22 mai 1981 à Montevideo. Il évolue au poste d'attaquant .

## Biographie
Sebastián Taborda joue en Uruguay, au Mexique, au Chili, en Espagne et en Argentine.
Il dispute un match en Copa Libertadores, et onze matchs en Copa Sudamericana, inscrivant six buts.
Il est demi-finaliste de la Coupe d'Espagne en 2007 avec le Deportivo La Corogne.
Il reçoit une sélection en équipe d'Uruguay, le 4 février 2003, en amical face à l'Iran.